# Dorfkirche Wallendorf

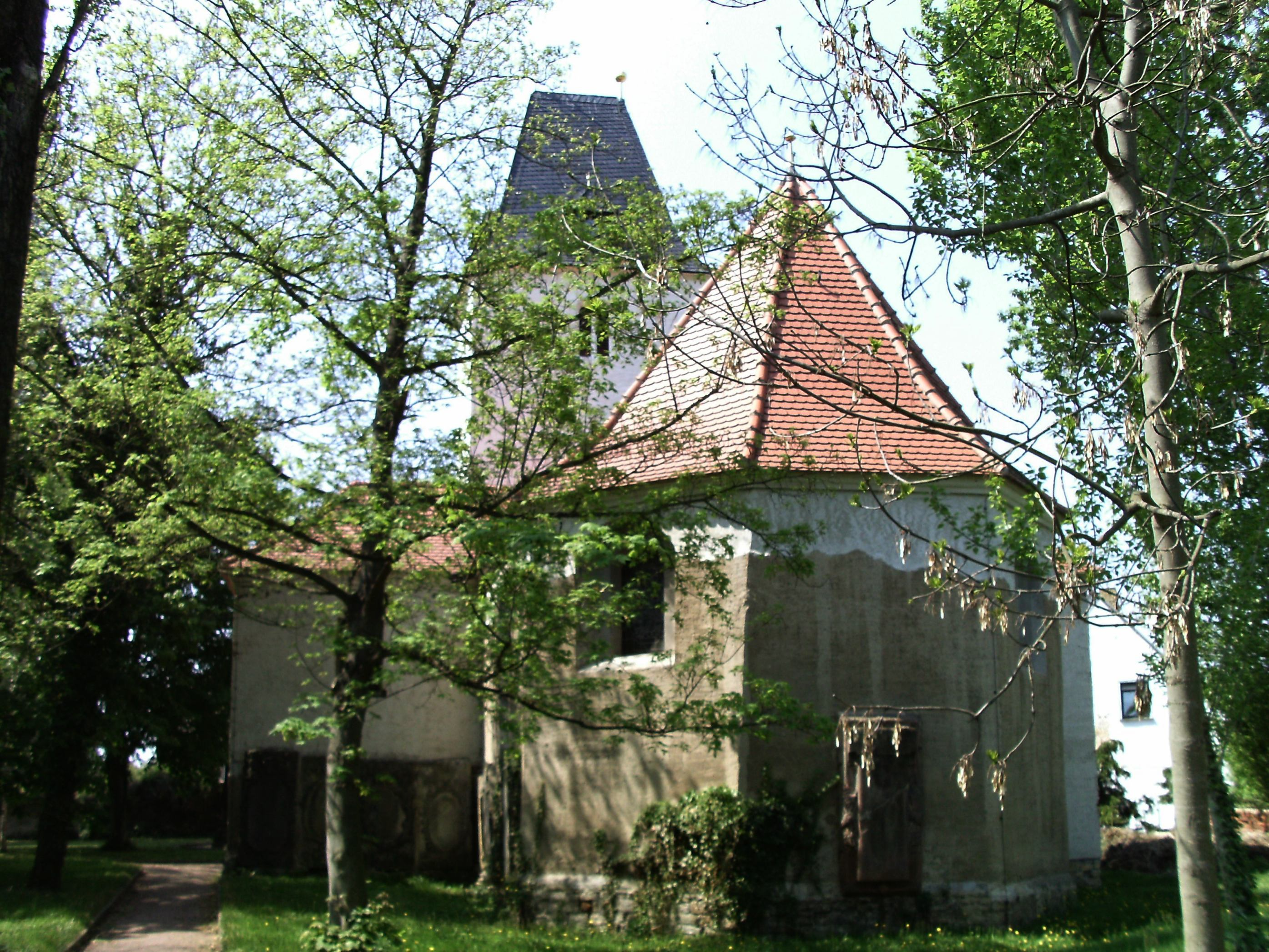
Wallendorfer Kirche von Osten (2012)

Die Dorfkirche Wallendorf steht in Wallendorf, einem Ortsteil von Schkopau im Saalekreis in Sachsen-Anhalt. Sie ist ein denkmalgeschütztes barockisiertes Kirchengebäude. Sie gehört heute zum Kirchenkreis Merseburg im gleichnamigen Pfarrbereich Wallendorf der Evangelischen Kirche in Mitteldeutschland. Im örtlichen Denkmalverzeichnis ist sie unter der Erfassungsnummer 094 20470 als Baudenkmal verzeichnet.
Die Wallendorfer Kirche in ihrem jetzigen barocken Erscheinungsbild stammt aus dem Jahre 1703. Es handelt sich um einen im Kern mittelalterlichen rechteckigen Saalbau mit dreiseitigem Chorabschluss im Osten. Der Westquerturm mit gekuppelten rundbogigen Schallöffnungen, wie auch das Südportal, stammen noch aus dem 16. Jahrhundert. Mit der Barockisierung Anfang des 18. Jahrhunderts wurde östlich vom Südportal ein Anbau für eine Patronatsloge angefügt. Ein zweiter, im Zweiten Weltkrieg zerstörter Anbau für eine weitere Patronatsloge an der nördlichen Seite, wurde 1998 wieder hergestellt.
Der Innenraum wird von einer Holztonne überwölbt. Die an der Nord- und Südseite zweigeschossige Hufeisenempore stammt aus der Zeit um 1700, ebenfalls das Chorgestühl. Die Brüstung der Patronatsloge ist mit Schnitzdekor und Wappen geschmückt. Der hölzerne Kanzelaltar von 1703 ist neben dem Kanzelkorb mit den lebensgroßen Figuren von Mose und Johannes dem Täufer ausgestattet. Unter dem Korb befindet sich ein Bild des Abendmahls. Hervorzuheben ist ein Epitaph für Alexander von Zweymen aus dem Jahr 1685.
Die erste Orgel wurde 1813 während der Napoleonischen Befreiungskriege zerstört. Die heutige, 1877 gefertigte einmanualige Orgel stammt aus der Merseburger Werkstatt des Orgelbaumeisters Friedrich Gerhardt.
Kirchenrestaurierungen erfolgten in den Jahren 1971 und 1998.
Im Außenbereich sind Grabdenkmäler aus dem 17. und 18. Jahrhundert erhalten geblieben, darunter das Grabmal für einen Mühlenbaumeister als Obelisk von 1740.
Das Pfarrhaus, das mit der Kirche ein bauliches Ensemble bildet, wurde nach der Zerstörung im Zweiten Weltkrieg im Jahr 1947 wieder neu errichtet.